# Johannes van Dijk
Johannes Wilhelmus Maria van Dijk (ur. 4 lipca 1868 w Amsterdamie, zm. 25 sierpnia 1938 tamże) – holenderski wioślarz.
Johannes van Dijk był uczestnikiem Letnich Igrzysk Olimpijskich 1900 w Paryżu, podczas których wraz ze swoją osadą zajął 3. miejsce w konkurencji ósemek ze sternikiem.